# 圣让勒孔塔勒
圣让勒孔塔勒（法語：Saint-Jean-le-Comtal，法語發音：[sɛ̃ ʒɑ̃ lə kɔ̃tal]）是法国热尔省的一个市镇，属于欧什区。

## 地理
圣让勒孔塔勒（43°34'38"N, 0°31'11"E）面积17.15 平方千米，位于法国奧克西塔尼大區热尔省，该省份为法国西南部内陆省份，北起顺时针与洛特-加龙省、塔恩-加龙省、上加龙省、上比利牛斯省、大西洋比利牛斯省和朗德省接壤。
与圣让勒孔塔勒接壤的市镇（或旧市镇、城区）包括：巴朗、迪尔邦、利勒德诺埃、拉贝让、拉马泽尔、拉塞朗、拉瑟布普罗普尔、米拉蒙达斯塔拉克。

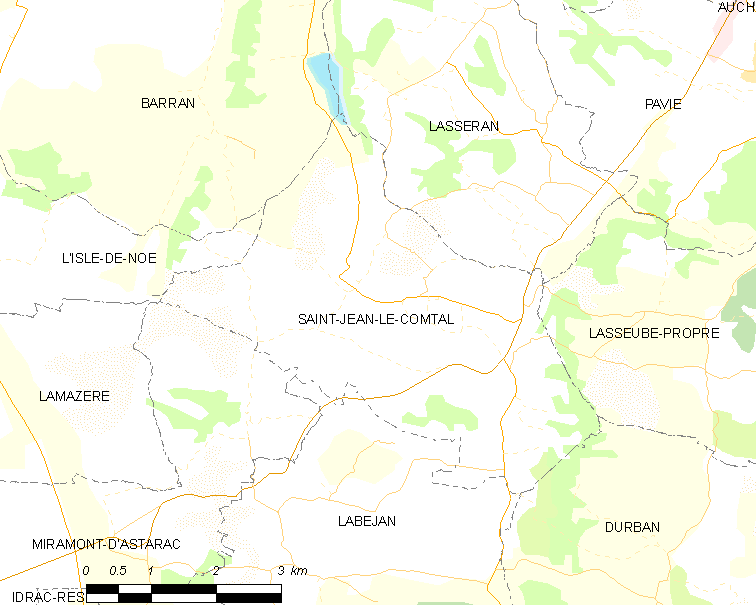
圣让勒孔塔勒的OSM定位图

圣让勒孔塔勒的时区为UTC+01:00、UTC+02:00（夏令时）。

## 行政
圣让勒孔塔勒的邮政编码为32550，INSEE市镇编码为32381。

## 政治
圣让勒孔塔勒所属的省级选区为欧什第一县。

## 人口

1962-2008年间圣让勒孔塔勒人口变化图示

圣让勒孔塔勒于2022年1月1日时的人口数量为386人。